# 長船氏
長船氏（おさふねし）は日本の武家である。

## 甲斐源氏
甲斐源氏としての庶流となる加賀美氏流小笠原氏から、長船氏などが出ているという。

## 清和源氏
異説として、清和源氏であり、高倉天皇より小笠原氏の姓を与えられ、小笠原直清となり、数代のちに小笠原長治が信濃国長船庄を領し、長船長治（左近将）と名乗ったとされる。戦国時代には宇喜多氏に仕えた。
- 長船貞親
- 長船綱直

- 長船定行

## 刀工
長船鍛冶の家系。現岡山県北東部である美作にもみられる。長船派を参照。